# 吴超 (1952年)
吴超（1952年3月—），男，汉族，湖北荆门人，中华人民共和国政治人物，曾任中共随州市委书记、市人大常委会主任，中共湖北省委组织部常务副部长，武汉市政协主席。